# Nicholas Winton
Sir Nicholas George Winton (eredeti nevén Nicholas Wertheim; London, 1909. május 19. – Slough, 2015. július 1.) brit tőzsdeügynök, aki közvetlenül a második világháború kitörése előtt feltehetően 669, többségükben zsidó gyermeket mentett ki a náci ellenőrzés alatt álló Prágából az Egyesült Királyságba. Winton felesége csak 1988-ban találta meg a azokat az iratokat, amelyek dokumentálták az eseményt. 2002-ben erről egy cseh dokumentumfilm készült A megmentő címmel. 2023-ban film is készűlt  "Egy élet" címmel.

## Források

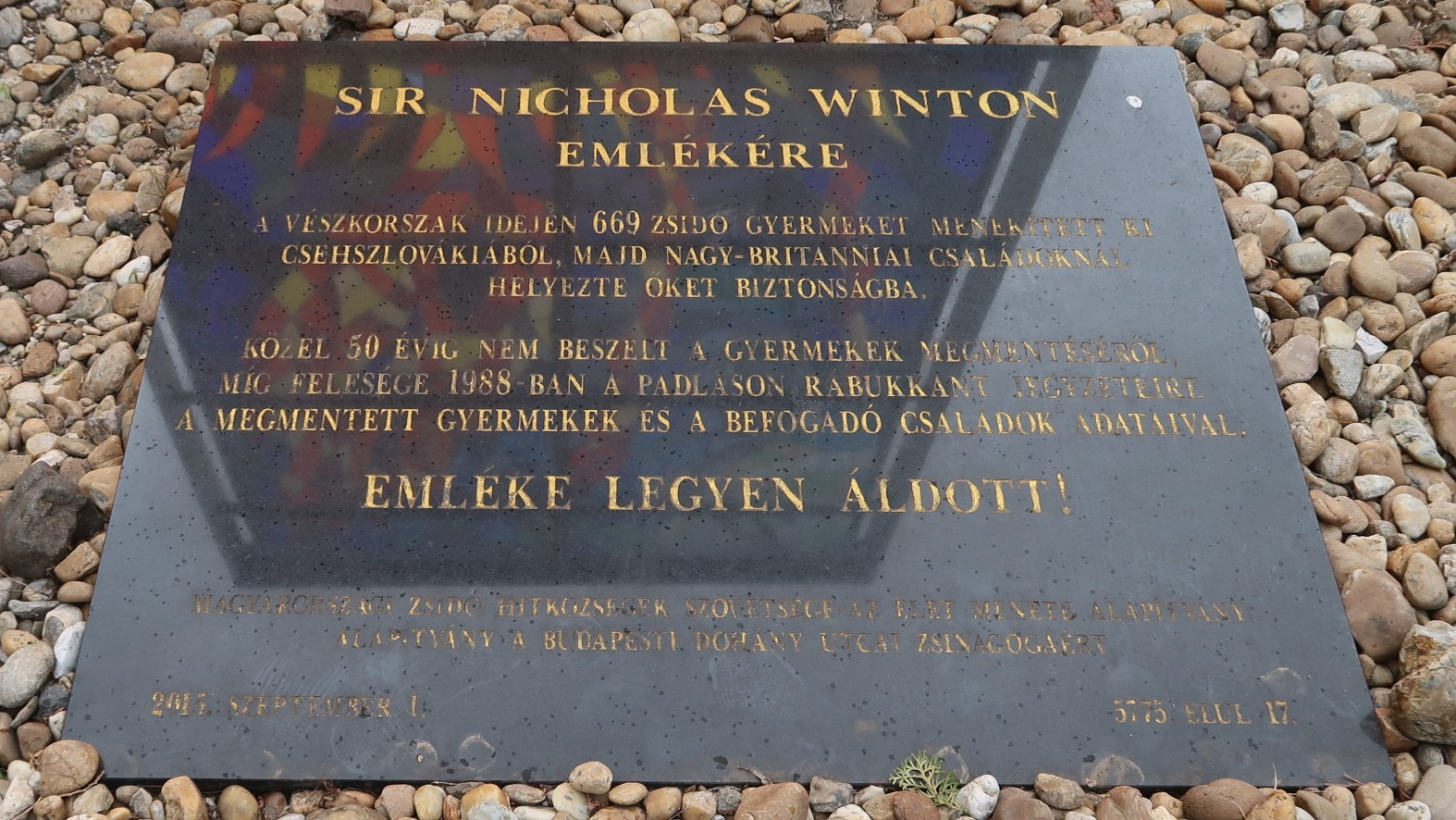
Emlékkő a Nagy Zsinagóga területén, Budapest (2023)

## Családja
Winton 1948 és 1999 között a dán Grete Gjelstrup (1919–1999) házastársa volt. A házasságból két fiú és egy lány született. 2014-ben lánya, Barbara Winton életrajzot írt apjáról:  If it’s Not Impossible … The Life of Sir Nicholas Winton.